# Bathyplectes cingulatus
Bathyplectes cingulatus là một loài tò vò trong họ Ichneumonidae.